# Canaima Educativo

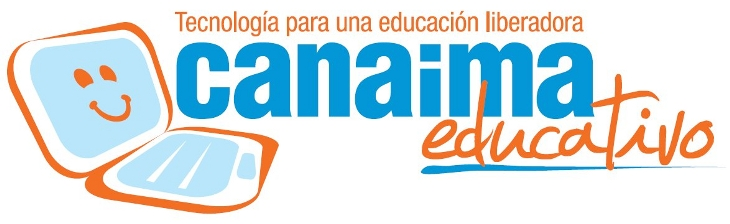
Canaima Educativo,Venezuela.

El Proyecto Canaima Educativo surge el 27 de septiembre de 2008, con la firma de acuerdos entre los gobiernos de Portugal y Venezuela presidido para la fecha por el presidente Hugo Chávez. Producto de este acuerdo para el 21 de septiembre de 2009 se realiza el lanzamiento oficial del proyecto desde la Unidad Educativa Nacional Gabriela Mistral en la Parroquia 23 de Enero del Municipio Libertador en Caracas, Venezuela; con la entrega en simultáneo de cincuenta mil computadoras en mil noventa instituciones, estas portátiles dieron inicio a la primera fase del proyecto, denominada Canaima va a la Escuela, que abarcó al primer grado de la educación básica en Venezuela.
El proyecto se desarrolla con el objetivo de garantizar el acceso de los estudiantes venezolanos a las tecnologías de información libres, los equipos distribuidos son las Portátiles Canaima las cuales son entregadas de forma gratuita a los estudiantes de los niveles de educación pública primaria, media, media técnica y universitaria de todo el país. Estos equipos son conocidos popularmente como Canaimita o Canaima, los cuales tienen preinstalado, como sistema operativo libre, únicamente la metadistribución, Canaima GNU/Linux, la cual es adaptada para Venezuela y desarrollada por las comunidades de software libre y entes gubernamentales venezolanos. Actualmente las portátiles son ensambladas en Venezuela por la empresa estatal Industrias Canaima, en Caracas.

## Historia
En el año 2008, el gobierno del entonces presidente venezolano, Hugo Chávez tenía por objetivo apoyar la formación integral de los niños y los niñas, mediante la dotación de una computadora portátil escolar, a lo que esto conllevaría una serie de acuerdos entre los gobiernos de Portugal y Venezuela, para la dotación y entrega de computadores portátiles mediante el Proyecto "Canaima Educativo", dichos portátiles usarían la distribución venezolana, Canaima GNU/Linux.
El objetivo del proyecto se centró en potenciar habilidades, destrezas y capacidades cognitivas de los niños, a través de contenidos interactivos propios de su etapa de formación, además de democratizar el acceso a las nuevas tecnologías y llevarlas al alcance de todos. En sus inicios, fueron adquiridas de Portugal 350 mil computadoras portátiles Magallanes, las cuales fueron distribuidas en 7553 escuelas nacionales; sin embargo, posteriormente, se fueron sumando más escuelas al proyecto y con ello se incrementó el número de equipos portátiles entregados en los distintos centros de educación del país.
En el año 2011, con la masificación del proyecto Canaima Educativo el entonces presidente, Hugo Chávez dio a lugar la inauguración de la primera línea de producción de Industrias Canaima, la cual se encargaría de ser la ensambladora de las portátiles Canaima las cuales sustituirian a las Portatiles Magallanes en Venezuela. La inauguración de esta línea fue posible a través del aprovechamiento de las instalaciones del Instituto de Innovación Tecnológica, utilizadas para la formación en ensamblaje de computadoras, en convenio con la República Popular China, indicó Jorge Arreaza, quien para entonces era viceministro de Desarrollo Científico y Tecnológico.
Para inicios de 2012 se habían creado 1815 Recursos Digitales para el Aprendizaje

## Contenido educativo
La distribución GNU/Linux destinada a las portátiles Magallanes, Canaima GNU/Linux es personalizada para estos equipos, llevando preinstalado contenido pedagógico con fin educativo, que por lo general está basado en vídeos o programas de televisión educativos (principalmente de la televisora educativa Colombeia), artículos, grabaciones estilo pódcast, y juegos interactivos. El nivel de instrucción de estos varían según el nivel académico del estudiante, siendo:

### Nivel básico
- Primer grado;
- Segundo grado;
- Tercer grado;
- Cuarto grado;
- Quinto grado;
- Sexto grado.

### Nivel medio
- Educación medio.

## Modalidades
El Proyecto está desarrollado bajo las políticas del software libre, desde la elaboración del sistema Operativo y de los contenidos educativos. Se manifiesta en cuatro modalidades: 
1. Canaima va a la escuela:[8] En esta modalidad el uso se circunscribe a la escuela, al ámbito del aula de clases de los niños y niñas de primer grado. Las computadoras permanecen bajo res-guardo del plantel en gabinetes móviles especiales que permiten la carga de las baterías de las portátiles y su transporte hasta las aulas de los niños. Dentro del aula se puede conformar una red inalámbrica entre las computadoras asignadas a cada niño y la del maestro, a través de la cual este guía el proceso educativo.
2. Canaima va a la casa[8]: Constituye una segunda fase del proyecto, en la cual cada estudiante entre segundo y sexto grado dispone de la computadora portátil completamente gratuita, ya no solo en el aula, sino que puede llevársela a su casa, con lo cual tiene acceso al contenido educativo a tiempo completo.
3. Canaima va al liceo[8]: A partir de 2013, el proceso de distribución gratuita de computadoras se extendió a los estudiantes de educación media, diversificada.
4. Canaima Universitaria[8]: En el nivel universitario, el dispositivo digital pasó a ser en formato de tabletas Canaima

## Reconocimientos
La UNESCO reconoció el proyecto Canaima Educativo como “una buena práctica” y como “una experiencia que considera que debe conocerse y multiplicarse por distintos lugares del mundo”; en lo que respecta para la fecha del 8 de noviembre de 2013, siendo otorgados un total de 2.8 millones de equipos Canaima a niños y niñas venezolanos.